# Bird Box: Barcelona
Bird Box: Barcelona ist ein spanischer Horrorthriller der Regisseure Álex und David Pastor, der am 14. Juli 2023 in das Programm von Netflix aufgenommen wurde. Es handelt sich um ein Spin-off zum Film Bird Box – Schließe deine Augen aus dem Jahr 2018, der wiederum auf dem gleichnamigen Roman von Josh Malerman basiert. Die Hauptrollen übernahmen Mario Casas und Georgina Campbell.

## Handlung
Als außerirdische Wesen auf der Erde einfallen und durch bloßen Sichtkontakt Menschen in den Suizid treiben, bricht eine globale Katastrophe aus. Auch in Barcelona entsteht ein öffentliches Chaos, in dem die junge Frau Laura bei einem Autounfall tödlich verunglückt. Ihr Ehemann Sebastián muss sich daraufhin allein mit der gemeinsamen Tochter Anna durch die verlassenen Straßen der katalanischen Hauptstadt durchschlagen, wobei es vermehrt zu Angriffen zwischen den wenigen Überlebenden kommt.
An Annas elftem Geburtstag werden Sebastián und seine Tochter von Überlebenden unter der Führung von Pater Esteban gefangen genommen. Die Gruppe ist gegen die Kreaturen weitestgehend immun und kann im Gegensatz zu anderen Menschen mit geöffneten Augen durch die Straßen laufen, weshalb sie den Namen „Seher“ bekommen haben. Pater Esteban und seine Gefolgsleute sehen die außerirdischen Wesen als von Gott geschickte Engel an, weshalb sich die Seher der Aufgabe verschrieben haben, so viele Überlebende wie möglich von ihrem irdischen Leiden zu befreien. Gewaltsam öffnen sie Annas Augen und treiben das kleine Mädchen so in den Tod.
Sebastián stellt sich hingegen überraschend auch als Seher heraus und wird fortan von Visionen seiner verstorbenen Tochter geplagt. Annas Abbild möchte ihren Vater dazu bringen, weitere Überlebende zu erlösen, indem sie ihm als Dank für seine Taten die Wiedervereinigung mit seiner eigenen Familie im Jenseits zur Aussicht stellt. So beginnt Sebastián, sich in kleine Gruppen Überlebender einzuschleusen, ehe er ihre Augen öffnet und sie somit vermeintlich erlöst. Seine Mission lässt ihn schließlich die Wege mit einer weiteren Gemeinschaft kreuzen.
Zur Gruppe gehören die englische Psychologin Claire, die älteren Eheleute Isabel und Roberto, der Hundebesitzer Rafa, der Physiker Octavio und das französische Mädchen Sofia, um die sich insbesondere Claire liebevoll kümmert. Da Sebastián Französisch sprechen kann und so der Gruppe endlich die Kommunikation mit dem Kind ermöglicht, darf er trotz misstrauischen Stimmen bleiben. Sofia erzählt ihm, dass sie von ihrer Mutter Greta getrennt wurde, beide sich aber bei einem Zufluchtsort auf dem Castell de Montjuïc wiedertreffen wollten.
Die Gruppe beschließt, sich auf den Weg zur Festung zu machen, wo man sich einen Ausweg aus der Katastrophe erhofft. Unterwegs sabotiert Sebastián die Gemeinschaft jedoch mehrmals, was den Tod von Rafa und Octavio zur Folge hat. Als die letzten fünf Überlebenden durch die Straßen Barcelonas vor den Kreaturen flüchten und sich Isabel und Roberto aufgrund nur geringer Erfolgsaussichten für die Gruppe opfern, findet Claire heraus, dass Sebastián ein Seher ist und den Tod ihrer Kameraden zu verantworten hatte. Enttäuscht wendet sie sich mit Sofia von ihm ab, trifft allerdings schon bald auf Pater Esteban und seine Gefolgsleute.
Als Sebastián auf Anweisung des Abbilds von Anna nun auch Sofia erlösen soll, entscheidet er sich gegen das Opfer, da ihm mit der Zeit Zweifel an der Moral seiner Taten kamen. Stattdessen fährt er Claire und das kleine Mädchen zur Seilbahn, mit der das Castell de Montjuïc erreicht werden kann, und stellt sich gegen Pater Esteban, um ihn aufzuhalten. Während sich Sebastián und der Geistliche gegenseitig töten, erreichen Claire und Sofia unbeschadet den Zufluchtsort. Das kleine Mädchen trifft auf der Festung auf ihre Mutter Greta, während Claire von Militärangehörigen untersucht wird. Die Soldaten erhoffen sich, durch Experimente mit Kleintieren, der DNS von Überlebenden und einer gefangen genommenen Kreatur ein Mittel gegen die Manipulation der außerirdischen Wesen zu finden.

## Produktion

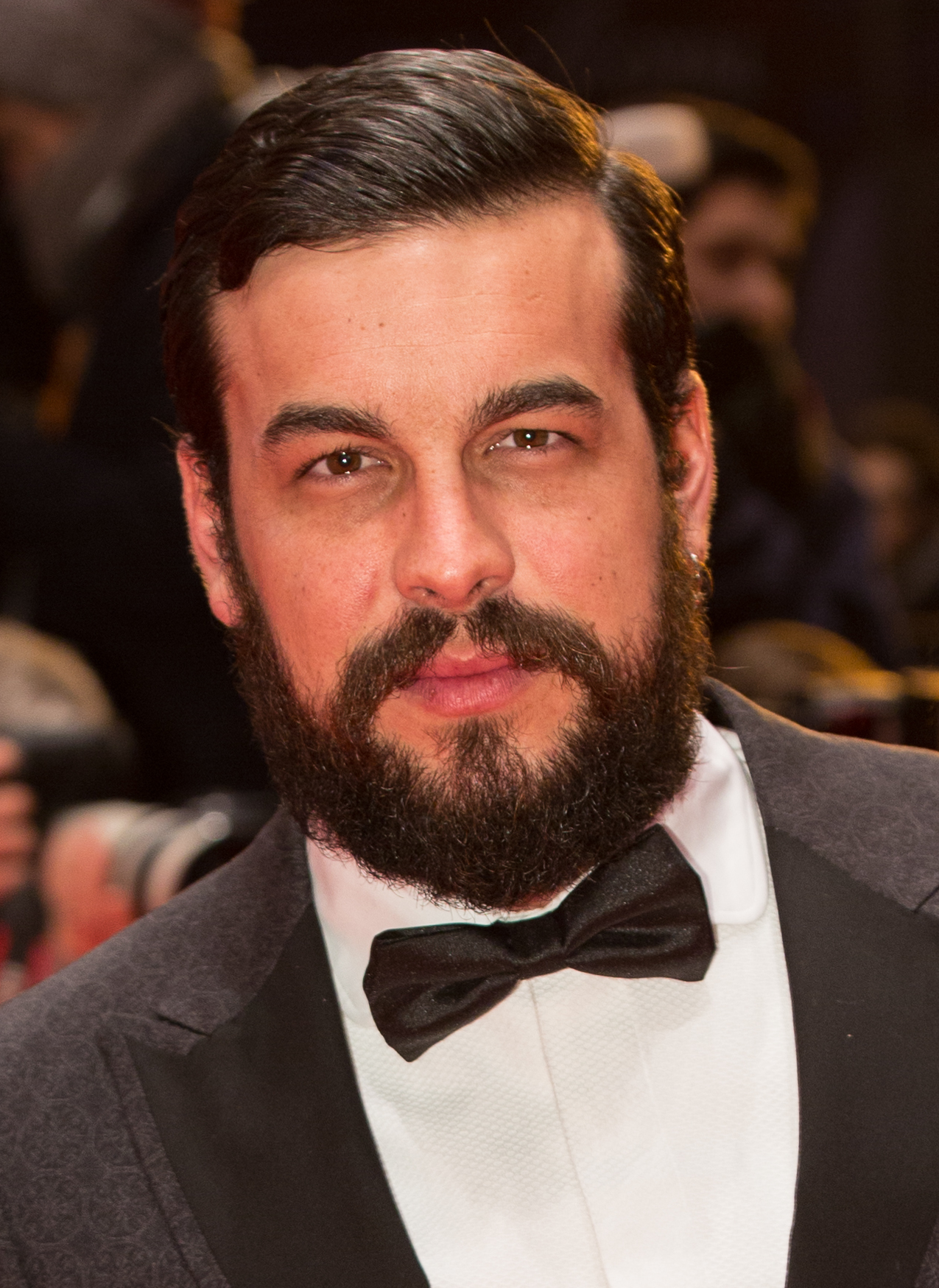
Hauptdarsteller Mario Casas

Nachdem der Horrorthriller Bird Box – Schließe deine Augen, eine Literaturverfilmung des gleichnamigen Romans von Josh Malerman, nach seiner Veröffentlichung im Dezember 2018 zum Überraschungserfolg für Netflix wurde und fast drei Jahre lang die erfolgreichste Eigenproduktion des Streamingdienstes war, wurde im März 2021 das spanische Spin-off Bird Box: Barcelona angekündigt. Für den Regieposten wurden die katalanische Brüder Álex und David Pastor verpflichtet, die ebenso für das Drehbuch verantwortlich waren. Als Produzenten fungierten wie beim Vorgängerfilm Chris Morgan und Dylan Clark, denen sich Adrián Guerra und Núria Valls vom spanischen Produktionsunternehmen Nostromo Pictures anschlossen.
Im Oktober 2021 wurde Mario Casas für die Hauptrolle Sebastián verpflichtet. Als weiterer Darsteller schlossen sich Georgina Campbell, Diego Calva, Alejandra Howard, Naila Schuberth, Patrick Criado, Celia Freijeiro, Lola Dueñas, Gonzalo de Castro, Michelle Jenner und Leonardo Sbaraglia der Besetzung an.
Die Dreharbeiten mit Kameramann Daniel Aranyó erfolgen zwischen November 2021 und Januar 2022 in Barcelona. Zu den Drehorten in der katalanischen Hauptstadt zählten unter anderem das Vierte Vila De Gràcia und die Promenade La Rambla. Vereinzelte Aufnahmen entstanden auch an Wahrzeichen der Stadt wie der Sagrada Família, dem Torre Glòries oder dem Arc de Triomf. Für die postapokalyptische Kulisse wurden ganze Straßenzüge Barcelonas verwüstet; zusätzlich setzte die Produktion aber auch auf die Greenscreen-Technik.
Ein erster Teaser zum Film wurde am 9. Mai 2023 veröffentlicht; ein Trailer folgte am 28. Juni 2023. Bird Box: Barcelona wurde weltweit am 14. Juli 2023 in das Programm von Netflix aufgenommen.

## Synchronisation
Die deutschsprachige Synchronisation entstand nach einem Dialogbuch von Gabi Voussem und unter der Dialogregie von Iris Artajo bei EVA Studios Germany. Die im Original deutsche Figur Sofia wurde für die hiesige Synchronfassung in eine Französin umgewandelt; ebenso wurde die ursprünglich englischsprachige Claire synchronisiert.
| Rolle         | Darsteller         | Synchronsprecher       |
| ------------- | ------------------ | ---------------------- |
| Sebastián     | Mario Casas        | Florian Hoffmann       |
| Claire        | Georgina Campbell  | Aline Staskowiak       |
| Anna          | Alejandra Howard   | Hedwig Krämer          |
| Sofia         | Naila Schuberth    | Aurelia van Cauwelaert |
| Pater Esteban | Leonardo Sbaraglia | Hanns-Jörg Krumpholz   |
| Isabel        | Lola Dueñas        | Gundi Eberhard         |
| Roberto       | Gonzalo de Castro  | Bernd Vollbrecht       |
| Octavio       | Diego Calva        | David Brizzi           |
| Rafa          | Patrick Criado     | Nicolás Artajo         |
| Liliana       | Michelle Jenner    | Özge Kayalar           |
| Laura         | Celia Freijeiro    | Anna Grisebach         |

## Rezeption

### Kritiken
Bird Box: Barcelona konnte 53 % der 78 bei Rotten Tomatoes gelisteten Kritiker überzeugen und erhielt dabei eine durchschnittliche Bewertung von 5,7 von 10 Punkten. Als zusammenfassendes Fazit zieht die Seite, der Film erweitere das Bird-Box-Franchise um einige wirkungsvolle Wendungen, lasse dabei zwar etwas der gruseligen Spannung des Vorgängerfilms vermissen, bleibe dabei aber trotzdem auf seine eigene Weise fesselnd. Bei Metacritic erhielt der Film basierend auf 22 Kritiken einen Metascore von 47 von 100 möglichen Punkten.
Für Jeannette Catsoulis von der New York Times verpasse das Spin-off Bird Box: Barcelona dem halbwegs unterhaltsamen Originalfilm eine ziemlich raffinierte und deprimierend glaubwürdige Wendung. Die Einführung der Religion als zentrales Thema ergebe durchaus Sinn, denn wer brauche schon Aliens, wenn sich auch Menschen seit jeher gegeneinander aufhetzen würden. Das filmische Ergebnis sei ein düsteres, hoffnungsloses Bild der menschlichen Natur, wobei Kameramann Daniel Aranyó eine atmosphärische Dystopie der Zerstörung einfange.
Zu einem gemischten Urteil gelangt David Rooney vom Hollywood Reporter, für den sich das dünne Konzept von Bird Box: Barcelona zwar kaum auszahle, der Film allerdings trotzdem technisch gelungen, gut gespielt, atmosphärisch beunruhigend und in jedem Fall sehenswert sei. Das Drehbuch liefere dabei sowohl zu viel als auch zu wenig, wenn es darum gehe, die Geschichte mit wackeliger Logik zu rechtfertigen. Trauer, Trauma und Elternschaft unter extremen Bedingungen seien erneut zentrale Themen der Handlung; zudem gebe es diesmal eine faszinierende religiöse Wendung. Die übernatürliche Bedrohung werde hingegen zwar erweitert, aber kaum beleuchtet oder von den Hauptfiguren erkundet. So entstehe ein eher generischer Genrefilm, in dem es so wirke, als hätten die Filmemacher Álex Pastor und David Pastor zufällig Elemente aus A Quiet Place, The Last of Us und The Walking Dead vermischt. Einige Suizide würden dabei zwar durch ihre plötzliche Gewalt erschrecken, doch insgesamt seien die Todesopfer zu unbedeutend und der Film insgesamt zu vage, um tatsächlich Spannung erzeugen oder als Horror bezeichnet werden zu können. Die Figuren könnten das Publikum dabei nicht wirklich in ihren Bann ziehen und hätten nicht viel zu tun; Hintergrundgeschichten der Nebencharaktere würden oftmals nur angedeutet werden. Einzig die von Mario Casas verkörperte Hauptfigur Sebastián verleihe Bird Box: Barcelona etwas Substanz, wenn sie sich im Laufe der Handlung zu fragen beginne, ob sie der Held oder Schurke der Geschichte sei. Daneben punkte das Spin-off mit einem effektiven Szenenbild, auch wenn die visuellen Effekte oftmals deutlich sichtbar seien. Das mit Abstand beeindruckendste Element des Films sei jedoch das nervenaufreibende Sounddesign, das geschickt mit der bedrohlichen Filmmusik von Zeltia Montes kombiniert werde.
Enttäuscht zeigt sich hingegen Kate Erbland von IndieWire, für die Bird Box: Barcelona ein plumpes Spin-off sei, das nicht mehr viel vom Reiz des Originalfilms habe. Wo Bird Box – Schließe deine Augen noch darauf gesetzt habe, dass das Unbekannte die größte Angst beim Zuschauer verursache, erkläre die filmische Erweiterung des Universums jedes Detail. Die neu eingeführten Regeln und Wendungen würden jedoch allesamt keinerlei Sinn ergeben, auch wenn Fans des ersten Teils die Fortsetzung vermutlich mögen würden. Positiv hebt Erbland die beeindruckenden Luftaufnahmen des zerstörten Barcelonas und die Benennung aktueller Thematiken hervor, so etwa die Macht der Fake News und die Auswirkungen von Traumata auf die menschliche Psyche. Trotzdem schaffe es Bird Box: Barcelona nicht, dass das Publikum mit den durchweg unsympathischen Figuren mitfiebere, und auch der religiöse Aspekt der Handlung habe keinerlei Substanz.
Auch Dennis Harvey von Variety kritisiert, dass sich jeder Versuch, dem filmischen Universum neue Facetten zu verleihen, als unbelohnend erweise. Trotz einer kompetenten Besetzung, einer hochwertigen Produktion und einem gelungenen Design starte Bird Box: Barcelona nie so richtig durch und fessele kaum. Die visuellen Handlungsaspekte des Vorgängerfilms seinen nur noch Mittel zum Zweck, der Schock der Gewalt wäre abgestumpft und die zentrale Bedrohung bleibe auch weiterhin ein Rätsel. Der größte Fehler des Spin-offs sei allerdings mit Abstand die Fokussierung auf einen unsympathischen Hauptcharakter. Judas-ähnliche Figuren wären zwar immer faszinierend, doch der von Mario Casas verkörperte Sebastián sei kaum komplex, wodurch kein tragischer Konflikt entstehen könne. So sei Bird Box: Barcelona nur ein enttäuschendes, überlanges und unbedeutendes Spin-off mit wenig Durchschlagskraft, das zwar keine völlige Katastrophe, aber weitestgehend einfallslos wäre.

### Abrufzahlen
Innerhalb der ersten drei Tage nach Veröffentlichung verzeichnete Bird Box: Barcelona weltweit rund 16,3 Millionen Abrufe und belegte damit den ersten Platz der wöchentlichen nicht-englischsprachigen Filmcharts des Streamingdiensts.